# Gammelost
Le gammelost ou gamalost (traduction littérale : vieux fromage) est un fromage norvégien à consistance granuleuse et au goût puissant.

## Production
Il se prépare en faisant bouillir du lait de vache maigre, sans adjonction de présure, contrairement à ce qui est l'usage en Europe. 
Son taux de matières grasses est d'environ 1 %.
Sa production est d'environ 200 tonnes par an.

## Utilisation
Il se consomme soit comme assaisonnement (le plus souvent râpé ou tranché à l'aide d'un ostehøvel), soit tartiné sur du pain mélangé avec du beurre, de manière très similaire au Schabziger. 
Le gammelost peut être conservé sans réfrigération.
Ce type de fromage est fabriqué depuis l'époque viking.
Il existe un club du gammelost, qui compte notamment le roi de Norvège parmi ses membres.

## Liens
- TINE, principal producteur de Gammelost